# Mヤク・ミウォシッチ
『Mヤク・ミウォシッチ』（原題：M jak miłość）は、ポーランドのテレビソープオペラ。TVP2で2000年11月4日に初公開された。